# Abdeslam Ouaddou
Abdeslam Ouaddou (en árabe: عبدالسلام وادو‎; 1 de noviembre de 1978) es un exfutbolista profesional marroquí que jugó como central o centrocampista defensivo. También tiene pasaporte francés.

## Carrera

### Club
Ouaddou nació en Alnif, Marruecos. Empezó su carrera futbolística bastante tarde, con 21 años. En el verano de 2001, Ouaddou fue fichado por el club Fulham de la Premier League recién ascendido por £2 millones, en un contrato de cuatro años. Sin embargo, Ouaddou no se asentó en Inglaterra y pasó los dos últimos años de su contrato cedido en el Rennes, antes de incorporarse al club francés de forma definitiva una vez expirado su contrato.
En verano de 2006, Ouaddou fichó por el Olympiakos. Después de apariciones decepcionantes con el equipo, fue relegado al banquillo. El 7 de diciembre de 2006 pidió al Olympiakos que lo dejara en libertad porque sentía nostalgia y tenía algunos problemas familiares. La directiva del club estuvo de acuerdo y Ouaddou regresaría a Francia.
El 1 de enero de 2007, el día de la apertura de la ventana de fichajes de enero, Ouaddou fichó por el Valenciennes FC de forma gratuita. Sin embargo, después de una temporada con el club, se transfirió al AS Nancy por una tarifa de £150,000. Fue votado como el mejor fichaje del club para la campaña 2008-09.
El 30 de junio de 2010, Ouaddou dejó el Nancy tras una disputa con el conjunto de la Ligue 1. Tenía contrato hasta 2012 pero se fue después de que el club decidiera despedirlo por una falta grave, aunque el jugador ya quería rescindir su contrato.
En 2010, jugó para Al-Duhail SC en la Qatar Stars League, y finalmente ganó el campeonato de liga.
El 8 de agosto de 2011 se anunció que Qatar SC lo había fichado por un contrato de dos años. Comentó sobre el cambio y dijo: «Estoy más que complacido de haber extendido mi estadía en la Qatar Stars League y cambiarme a otro gran club». En 2013, criticó las condiciones laborales en Catar y afirmó: «Cuando trabajas en Qatar, perteneces a alguien. No eres libre. Eres un esclavo».  En noviembre de 2012, dejó Qatar SC.
El 1 de enero de 2013 firmó un contrato con su primer club profesional, el AS Nancy, para cerrar su carrera, pero dos semanas después anunció que se retiraba del fútbol profesional.

### Internacional
Entre 2000 y 2009, Ouaddou disputó 58 partidos con la selección de Marruecos marcando tres goles. 

#### Goles internacionales
| N.º | Fecha                   | Evento                               | Adversario   | Puntaje | Resultado | Competencia                    |
| --- | ----------------------- | ------------------------------------ | ------------ | ------- | --------- | ------------------------------ |
| 1   | 15 de noviembre de 2003 | Stade d'Honneur, Mequinez, Marruecos | Burkina Faso | 1–0     | 1–0       | Amistoso                       |
| 2   | 31 de enero de 2004     | Stade Taïeb El Mhiri, Sfax, Túnez    | Benín        | 3–0     | 4–0       | Copa Africana de Naciones 2004 |
| 3   | 24 de enero de 2008     | Estadio Ohene Djan, Acra, Ghana      | Guinea       | 2–3     | 3–2       | Copa Africana de Naciones 2008 |